# Arab Airways
Arab Airways (Jerusalem), ursprünglich 1946 entstanden als Arab Airways Association, war eine jordanische Fluggesellschaft und ab August 1953 ein Tochterunternehmen der British Overseas Airways Corporation. Die Fluggesellschaft ging am 1. November 1958 in der Air Jordan auf.

## Geschichte

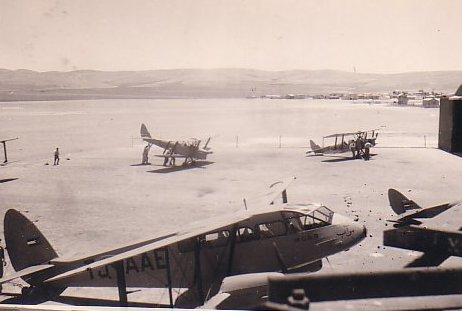
Zwei DH.82 und eine DH.89 der Arab Airways Association im Dezember 1947

Die Arab Airways Association Limited, im Markenauftritt verkürzt Arab Airways, wurde im Januar 1946 als transjordanische Fluggesellschaft von britischen und arabischen Investoren in Amman gegründet. Verantwortlich für ihren operativen Betrieb war der ehemalige RAF-Captain W. G. Sanders. Weil es damals keinen zivilen Flughafen in Amman gab, musste das Unternehmen einen Privatflugplatz auf eigene Kosten errichten. Die ursprüngliche Flotte der Gesellschaft bestand aus drei De Havilland DH.82 Tiger Moth und fünf von der RAF übernommenen De Havilland DH.89 Dominie (Dragon Rapide), die am 6. September 1946 an das Unternehmen ausgeliefert wurden. Das von Amman ausgehende Streckennetz umfasste zunächst die Zielorte Bagdad (Irak), Beirut (Libanon), Kairo (Ägypten) sowie Haifa und Lydda (beide Palästina). Die Flüge nach Haifa und Lydda mussten 1948 infolge der Staatsgründung Israels aufgegeben werden. Am 16. Juli 1949 richtete Arab Airways eine Verbindung von Amman zum Kalandia Airport bei Jerusalem ein, die sie anfangs dreimal pro Woche beflog und auf der sie Zubringerdienste für die US-amerikanische Trans World Airlines leistete. Ab dem 5. Juni 1950 wurden auch die Linienflüge von Amman nach Beirut über Jerusalem geführt.
Die staatliche britische Fluggesellschaft British Overseas Airways Corporation (BOAC) kaufte das Unternehmen 1953 über ihre in Aden (Südjemen) ansässige Tochtergesellschaft Aden Airways auf und wandelte es am 23. August 1953 zur Arab Airways (Jerusalem) Limited um. Parallel dazu wurde der Geschäftssitz von Amman nach Jerusalem verlegt. Aden Airways überstellte zunächst zwei Douglas DC-3 an das Unternehmen. Sie kamen ausgehend von Jerusalem auf internationalen Linienflügen nach Bagdad, Beirut, Kairo sowie über Dschidda (Saudi-Arabien) nach Aden zum Einsatz, wo regionale Anschlussverbindungen durch Aden Airways bestanden. Gleichzeitig flog Arab Airways innerhalb Jordaniens planmäßig Amman-Marka und Akaba von Jerusalem aus an. Auf den Inlandsrouten betrieb die Gesellschaft zu dieser Zeit eine De Havilland DH.89 und eine Airspeed AS 65 Consul, die kurz darauf durch weitere C-47 ersetzt wurden. Als neue Zielorte kamen bis 1956 Damaskus (Syrien), Kuwait und Maʿan (Jordanien) hinzu, gefolgt von Abadan (Iran) am 1. April 1958.
Durch die Gründung der Vereinigten Arabischen Republik konnte Arab Airways ab Frühjahr 1958 die Städte Damaskus und Kairo zeitweise nicht mehr anfliegen. Als im Sommer 1958 die Libanonkrise hinzukam, entschied sich BOAC dazu, das verlustbringende Tochterunternehmen an die Fluggesellschaft Air Jordan zu verkaufen. Arab Airways stellte ihren Betrieb am 31. Oktober 1958 ein und wurde einen Tag später mit Air Jordan zusammengeschlossen.

## Flotte
Im Lauf ihres Bestehens setzte Arab Airways folgende Flugzeugtypen ein:
- Airspeed AS 65 Consul (betrieben von 1951 bis circa 1954)
- Avro York (im Sommer 1956 und 1957 geleast von Skyways)
- De Havilland DH.82 Tiger Moth (betrieben von 1946 bis 1948)
- De Havilland DH.89 Dominie und Dragon Rapide (betrieben von 1946 bis 1954)
- Douglas Dc-3 (betrieben von August 1953 bis Oktober 1958)
- Percival Proctor (betrieben von circa 1948 bis circa 1950)

Im Oktober 1958 bestand die Flotte des Unternehmens aus drei Douglas C-47.

## Zwischenfälle
- Am 8. Mai 1948 wurde eine De Havilland DH.89 Dragon Rapide (Kennzeichen TJ-AAJ) auf dem Flug von Amman nach Beirut von einer israelischen Harvard angegriffen und von mehreren Geschossen getroffen. Dem Piloten gelang es, nach Amman zurückzukehren und dort sicher zu landen.[3]
- Am 23. September 1948 musste der Pilot einer De Havilland DH.89 Dragon Rapide (TJ-AAQ) eine Außenlandung nahe Irbid durchführen, nachdem sein Flugzeug von einer israelischen Avia S-199 beschossen worden war. Die Maschine der Arab Airways befand sich mit fünf Fluggästen auf einem Linienflug von Beirut nach Amman. Der Militärpilot gab an, dass er die De Havilland zur Landung auf einem israelischen Flugplatz zwingen wollte, weil sie in den israelischen Luftraum eingedrungen war. Um dies zu signalisieren, setzte er sein Flugzeug vor die Dragon Rapide und fuhr die Landeklappen und das Fahrwerk aus. Der britische Kapitän des Verkehrsflugzeugs ging zwar in den Sinkflug über, änderte jedoch nicht den Kurs und flog kurz darauf in den jordanischen Luftraum ein. Der Militärpilot eröffnete daraufhin das Feuer auf die Maschine, die an der rechten Tragfläche getroffen wurde und in Brand geriet. Das Feuer griff anschließend auf die Kabine über. Als das Flugzeug knapp über den Boden flog, öffneten zwei Passagiere die Außentür und sprangen von Bord. Beide kamen beim Aufprall ums Leben. Gleichzeitig erhielt ein dritter Passagier einen Kopfschuss und fiel durch die geöffnete Tür. Der Kapitän und die zwei anderen Passagiere überlebten die Bruchlandung mit Verletzungen.[3][16][17]

- Am 13. Juni 1950 wurde eine De Havilland DH.89 Dominie (TJ-AAB) auf dem Flug von Amman nach Almaza (Ägypten) über dem Süden Israels von einer Spitfire abgefangen und zur Landung gezwungen. Das Flugzeug wurde beschlagnahmt und von der israelischen Luftwaffe übernommen.[3]

- Am 9. Mai 1953 wurden drei De Havilland DH.89 (TJ-AAA und TJ-ABM sowie die als Ersatzteilspender dienende G-AGZK) bei einem Hangarbrand in Amman-Marka zerstört.[3]